# Люди в чёрном

Стереотипный образ

Люди в чёрном (англ. Men in black — MIB) — персонажи уфологических теорий заговоров, связанных с НЛО и похищением людей инопланетянами, в которых утверждается, что правительства и политики во всём мире, в частности правительство Соединённых Штатов, скрывают доказательства принадлежности неопознанных летающих объектов представителям нечеловеческого (инопланетного) разума или создания этих объектов с использованием инопланетных технологий.

## В уфологии

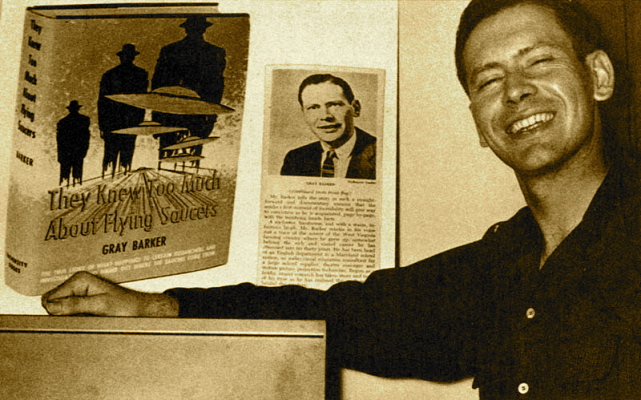
Грей Баркер

«Люди в чёрном» описываются как специалисты по внеземному разуму или правительственные агенты, которые посещают «очевидцев» НЛО и предупреждают их, чтобы те никому не рассказывали о своих контактах с инопланетянами. Как правило, они предпочитают чёрные автомобили марки «Кадиллак» старых моделей, избегают фотографирования и всегда одеты во всё чёрное.
Грей Баркер писал о людях в чёрном в книге «Они слишком много знали о летающих тарелках» (1956). Уфолог Джон Киль описал их в книге «Пророчества человека-мотылька» (1975).
Люди в чёрном занимают видное место в уфологии, фольклоре НЛО и фантастике. В 1950-х и 1960-х годах уфологи обратились к конспирологическому образу мышления и начали опасаться организованного запугивания в ответ за открытие «правды об НЛО». Историк Аарон Гуляс писал: «В 1970-х, 1980-х и 1990-х годах сторонники теорий заговора об НЛО включали людей в чёрном в свои все более комплексные и параноидальные представления».
Джон С. Шервуд (он же «доктор Ричард Претт») раскрыл роль Грея Баркера в развитии этого мифа. В статье «Грей Баркер: мой друг, создатель мифов», опубликованной в Skeptical Inquirer, Шервуд утверждает, что в конце 1960-х годов, в возрасте 18 лет, он сотрудничал с Баркером, который убеждал его создать розыгрыш, который Баркер впоследствии опубликовал. Баркер писал о «чёрных людях», трёх таинственных обитателях НЛО, которые заставили замолчать «доктора Ричарда Х. Претта»: это был псевдоним Шервуда.
Фольклорист Джеймс Р. Льюис сравнивает рассказы о людях в чёрном с рассказами о людях, столкнувшихся с Люцифером, и предполагает, что их можно считать проявлением своего рода «психологической травмы».

## В популярной культуре

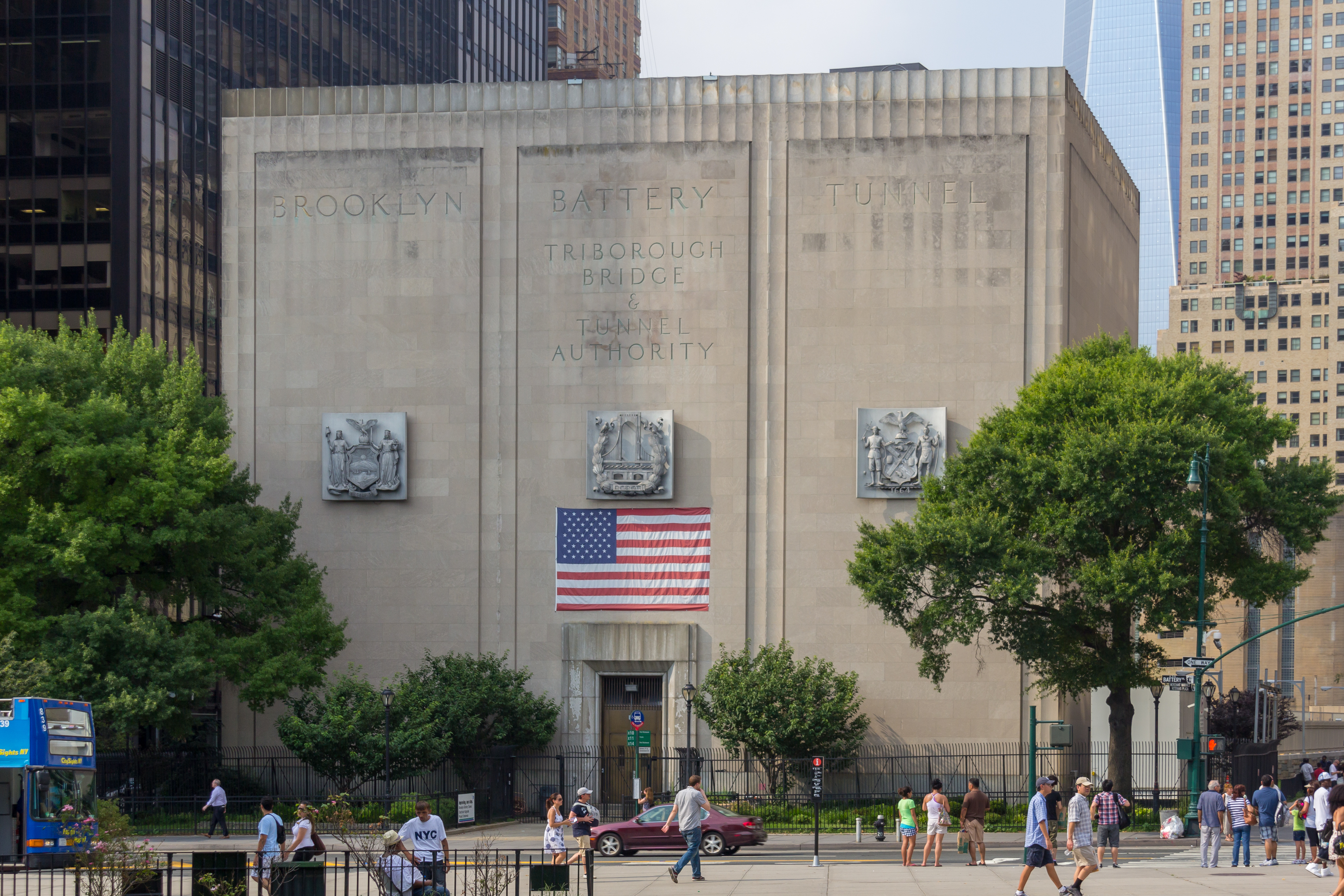
Штаб-квартира «Людей в чёрном» в Нью-Йорке согласно одноимённой серии фильмов (в действительности — вентиляционное здание Тоннеля Бруклин — Бэттери, Манхэттен)

Людям в чёрном посвящены книги, кинофильмы, телесериалы и видеоигры.
- G-Man — сходный персонаж во вселенной игр Half-Life.
- В фильме «Меняющие реальность» — сотрудники Бюро, контролирующего развитие человечества и судьбы отдельных людей.
- Появляются в аниме «Мы ждём тебя летом».
- Появляются в эпизоде «„Из открытого космоса“ Джо Чанга» 3 сезона сериала «Секретные материалы»
- Агенты — похожие персонажи в виртуальном мире Матрицы из одноимённой серии фильмов.
- Наблюдатели — похожие персонажи из телесериала «Грань».
- «Люди в чёрном» — серия американских научно-фантастических фильмов, снятая Барри Зонненфельдом и основанная на серии одноимённых комиксов[англ.] Лоуэлла Каннингема[англ.]. Первый фильм «Люди в чёрном» был выпущен в 1997 году. Второй фильм «Люди в чёрном 2» — в 2002 году. Третий фильм «Люди в чёрном 3» — в 2012 году. Amblin Entertainment и MacDonald/Parkes Productions выпустили все три фильма, а дистрибуцией занималась компания Columbia Pictures.
- Человек в чёрном — персонаж сериала «Остаться в живых».
- И. О. О. — персонаж фильмов «Москва — Кассиопея» и «Отроки во Вселенной».
- Агенты информации — персонажи научно-фантастического сериала «Звёздные врата». Агентство информации заведует добытыми ЗВ инопланетными технологиями.
- Противники в компьютерной игре Deus Ex.
- В компьютерной игре XCOM: Enemy Unknown, являющейся ремейком игры UFO: Enemy Unknown, одним из видов противников являются «тонкие люди» (англ. thin men) — выведенный пришельцами для тайных операций генетически модифицированный гибрид пришельца с человеком. Внешне «тонкие люди» напоминают «людей в чёрном».
- В сериале «Доктор Кто» образ Агентов Тишины во многом основан на образе «людей в чёрном».
- Интернет-проект SCP Foundation во многом вдохновлён городской легендой о «людях в чёрном».